# Távterápia
A Távterápia (eredeti cím: Hang Ups) 2018-as brit szitkom, amelyet Stephen Mangan és Robert Delamere alkotott és írt, az amerikai Web Therapy című sorozat remakeje. A főbb szerepekben Stephen Mangan, Katherine Parkinson, Bebe Cave, Fionn O'Shea és John Macmillan látható.
Egyesült Királyságban 2018. augusztus 8-án a Channel 4, Magyarországon 2023. március 19-én az RTL+ mutatta be.

## Ismertető
Dr. Richard Pitt, egy problémás terapeuta, aki úgy dönt, hogy webkamerán keresztül gyors terápiás üléseket tart.

## Szereplők
| Szereplők        | Színész             | Magyar hang         | Leírás                                     |
| ---------------- | ------------------- | ------------------- | ------------------------------------------ |
| Richard Pitt     | Stephen Mangan      | Dányi Krisztián     | Terapeuta.                                 |
| Karen Muller     | Katherine Parkinson | Farkasinszky Edit   | Richard felesége.                          |
| Issy Pitt        | Bebe Cave           | Ruszkai Szonja      | Richard és Karen lánya.                    |
| Ricky Pitt       | Fionn O'Shea        | Baráth István       | Richard és Karen fia.                      |
| Abs Walters      | John Macmillan      | Tárnok Csaba        | Karen kolléga.                             |
| Pete Thompson    | Karl Theobald       | Karácsonyi Zoltán   | Richard barátja.                           |
| Celia Cain       | Alice Lowe          | Mics Ildikó         | Richard klinikai felügyelője.              |
| Leonard Conrad   | Richard E. Grant    | Hirtling István     | Richard terapeutája.                       |
| Jeremy Pitt      | Charles Dance       | Barbinek Péter      | Richard apja.                              |
| Neil Quinn       | Steve Oram          | Rába Roland         | Egy férfi, akinek Richard pénzzel tartozik |
| Katherine Pitt   | Jessica Hynes       | Orosz Anna          | Richard testvérei.                         |
| Jon Pitt         | Conleth Hill        | Kerekes József      | Richard testvérei.                         |
| Maggie Pitt      | Celia Imrie         | Pálos Zsuzsa        | Richard anyja.                             |
| Werner Lienhard  | Paul Ritter         | Petridisz Hrisztosz | Karen főnöke.                              |
| Richard Pitt     | Harry Lloyd         | Bergendi Áron       | Richard páciensei.                         |
| Fiona Bellingham | Sarah Hadland       | Dóka Andrea         | Richard páciensei.                         |
| Lolly Adefope    | Angie Henderson     | Lamboni Anna        | Richard páciensei.                         |
| Alison Jones     | Monica Dolan        | Udvarias Anna       | Richard páciensei.                         |
| Frank Ellerby    | David Bradley       | Szabó Endre         | Richard páciensei.                         |
| Clare Maynard    | Jo Joyner           | Dobó Enikő          | Richard páciensei.                         |
| Martin Lamb      | David Tennant       | Rajkai Zoltán       | Richard páciensei.                         |
| Jane Ross        | Daisy Haggard       | Erdős Borcsa        | Richard páciensei.                         |

### Magyar változat
- Bemondó: Zahorán Adrienne
- Magyar szöveg: Pozsgai Rita
- Hangmérnök: Nikodém Norbert
- Vágó: Galgóczi Adrián
- Gyártásvezető: Balog Gábor
- Szinkronrendező: Balog Mihály

A szinkront a Balog Mix Stúdió készítette.

## Epizódok
| Sor. | Év. | Cím                  | Rendező         | Író                               | Premier                                 |
| --- | --- | -------------------- | --------------- | --------------------------------- | --------------------------------------- |
| 1. | 1.  | 1. rész (Episode 1)  | Robert Delamere | Robert Delamere és Stephen Mangan | 2018. augusztus 8. 2023. március 19.    |
| A sikertelen terapeuta Richard Pitt 44 évesen webterápiás karrierbe kezd, miután előző praxisa összeomlott. Az otthonról végzett munka mindössze évi 9000 fontot biztosít, és kaotikusnak bizonyul, mivel felesége, Karen, barátja, Pete és apja, Jeremy megzavarja, miközben a fenyegető Neil üldözi Richardot a neki járó pénzért.                                           |     |                      |                 |                                   |                                         |
| 2. | 2.  | 2. rész (Episode 2)  | Robert Delamere | Robert Delamere és Stephen Mangan | 2018. augusztus 15. 2023. március 19.   |
| Richard keresi a módját, hogy elkerülje alkoholista anyja közelgő érkezését, de testvérei, Katherine és Jon nem nyújtanak támogatást. Neil sikeres terápiás ülést tart Richarddal, de ragaszkodik hozzá, hogy fizesse meg az adósságát. |     |                      |                 |                                   |                                         |
| 3. | 3.  | Totál cuki (3. rész) | Robert Delamere | Robert Delamere és Stephen Mangan | 2018. augusztus 22. 2018. szeptember 5. |
| Neil egy kicsit túl sokat árul el sötét múltjáról, ami miatt Richard félti az életét. |     |                      |                 |                                   |                                         |
| 4. | 4.  | 4. rész (Episode 4)  | Robert Delamere | Robert Delamere és Stephen Mangan | 2018. augusztus 29. 2018. szeptember 5. |
| Richard édesanyja, Maggie beköltözött, és tovább növeli az érzelmi pusztulást, míg Karennek saját problémái vannak a munkahelyén. |     |                      |                 |                                   |                                         |
| 5. | 5.  | 5. rész (Episode 5)  | Robert Delamere | Robert Delamere és Stephen Mangan | 2018. szeptember 5.                     |
| Az otthonról végzett munka egyre jobban megviseli Richardot, és mivel Karen távol van, és nem lehet vele kapcsolatba lépni, neki kell fenntartania a vállalkozását, megszervezni Ricky születésnapi partiját, és terápiát adni az ügyfeleknek, miközben a Neil által jelentett folyamatos fenyegetés arra kényszeríti Richardot, hogy fokozza a felügyeletet a családi házban. |     |                      |                 |                                   |                                         |
| 6. | 6.  | 6. rész (Episode 6)  | Robert Delamere | Robert Delamere és Stephen Mangan | 2018. szeptember 12. 2023. március 19.  |
| A Neil által gyakorolt növekvő nyomás arra kényszeríti Richardot, hogy Karen tudta nélkül nagy döntéseket hozzon. A Maggie jövőjéről szóló viták végül abban csúcsosodnak ki, hogy rájönnek, a lány valóban eltűnt, és a váratlanul a küszöbön felbukkanó ügyfelek miatt Richard azon gondolkodik, hogy talán nem kellett volna annyira jól éreznie magát Ricky partiján.      |     |                      |                 |                                   |                                         |